# L'Amour sorcier (film, 1986)
Pour les articles homonymes, voir L'Amour sorcier (homonymie).
Pour plus de détails, voir Fiche technique et Distribution.
L'Amour sorcier (El amor brujo) est un film espagnol réalisé par Carlos Saura, sorti en 1986.

## Synopsis
Selon une coutume gitane, José et Candela ont été promis l'un à l'autre par leurs parents alors qu'ils 
étaient enfants. Une fois adultes, Candela doit donc se marier avec José, qu'elle sait pourtant volage et qui parle d'amour avec Lucia le soir même des noces. Lorsque José est tué d'un coup de couteau au cours d'une bagarre, Carmelo, amoureux de Candela depuis toujours, est accusé à tort.
De retour après plusieurs années de prison, Carmelo cherche à revoir Candela, mais celle-ci le repousse, victime d'un sort qui la lie encore à José…

## Fiche technique
- Titre original : El amor brujo
- Titre français : L'Amour sorcier
- Réalisation : Carlos Saura
- Scénario : Carlos Saura, Antonio Gades, d'après le livret de Gregorio Martínez Sierra du ballet composé par Manuel de Falla
- Direction artistique : Gerardo Vera
- Photographie : Teo Escamilla
- Son : José Antonio Bermúdez
- Montage : Pedro del Rey
- Musique : Manuel de Falla
- Chorégraphie  : Antonio Gades
- Production : Emiliano Piedra
- Société de production : Emiliano Piedra
- Société de distribution : Filmayer
- Pays d’origine :  Espagne
- Langue originale : espagnol
- Format : couleur — 35 mm — 1,66:1 — son Dolby Stéréo
- Genre : drame, Film musical
- Durée : 100 minutes
- Dates de sortie : 
  -  Espagne : 23 mars 1986
  -  France : 27 août 1986

## Distribution
- Antonio Gades : Carmelo
- Cristina Hoyos : Candela
- Laura del Sol : Lucía
- Juan Antonio Jiménez : José
- Emma Penella : Tante Rosario
- La Polaca : la bergère
- Gómez de Jerez : "El Lobo"
- Enrique Ortega : père de José
- Diego Pantoja : père de Candela
- Giovana : Rocío

## Bande originale
- Como el agua, composé par José Sánchez Gómez, interprété par Gómez De Jerez et Manolo Sevilla
- Y tu mirar, composé par Manuel Molina
- Escobilla, interprété par La Tolea
- La mosca, musique populaire interprétée par Tony Maya
- L'Amour sorcier (El amor brujo), composé par Manuel de Falla, livret de Gregorio Martínez Sierra, interprété par Rocío Jurado et l'Orchestre national d'Espagne, sous la direction de Jesús López Cobos

## Distinctions
- Festival de Cannes 1986 : sélection officielle hors compétition (film de clôture)

### Récompenses
- Goyas 1987 : 
  - Meilleure photographie
  - Meilleurs costumes